# Ишикава
Ишикава (на японски: 石川県, по английската Система на Хепбърн Ishikawa-ken, Ишикава-кен) е една от 47-те префектури на Япония. Ишикава е с население от 1 180 744 жители (1 януари 2003 г.) и има обща площ от 4185,22 км². Град Канадзава е административният център на префектурата.